# Avpixlat
Avpixlat var en svensk alternativ blogg för förmedling av nyheter och opinionsbildning. Ansvarig utgivare och chefredaktör för Avpixlat var Mats Dagerlind. Sajten var oberoende sverigedemokratisk och betecknade sig som "en oberoende Sverigevänlig webbplats för nyheter och opinion". Kent Ekeroth inom Sverigedemokraterna hade nära band till Avpixlat. Bloggen har av svenska, finländska och internationella medier beskrivits som en rasistisk hatsajt, främlingsfientlig och högerextrem.
Den 30 augusti 2017 togs allt material bort från bloggen och verksamheten upphörde. Delar av redaktionsledningen startade samtidigt en ny blogg, Samhällsnytt.

## Historia
Avpixlat grundades av Sverigedemokraterna år 2011, enligt avhoppade biträdande kanslichefen Daniel Assai med starkt stöd av partiledaren Jimmie Åkesson, som efterföljare till den nedlagda bloggen Politiskt Inkorrekt. Avtäckningen skedde den 23 oktober 2011, på treårsdagen av grundandet av "Politiskt Inkorrekt" som samtidigt lades ned. Riksdagsmannen Kent Ekeroth registrerade domännamnet, varumärket och hans privata bankkonto tog emot donationer för dess drift.
Namnet "Avpixlat" anspelar på så kallad "pixling" av misstänkta gärningsmän, som många medier använder sig av. 
Redaktionen var vid starten anonym och saknade ansvarig utgivare. Mats Dagerlind fungerade som sajtens talesperson. I juni 2014 erhöll Avpixlat utgivningsbevis med Dagerlind som ansvarig utgivare.
Den sverigedemokratiske riksdagsledamoten Kent Ekeroth har upplåtit sitt privata konto för donationer till Avpixlat. Alexa Internets lista över de från Sverige mest besökta webbplatserna visar att Avpixlat hade plats 433 i juli 2017. Män var kraftigt överrepresenterade bland besökarna.

## Avpixlats syn på sig själv
Avpixlat betecknade sig själv som "en oberoende Sverigevänlig webbplats för nyheter och opinion" och vände sig emot dem som den anser vara ”det politiskt korrekta etablissemangets journalister och politiker”. Bland Avpixlats regelbundet medverkande krönikörer återfanns Mats Dagerlind, politisk bloggare och skribent på SD-Kuriren.
Avpixlat menade att det inte är möjligt att respektera lagen om hets mot folkgrupp, eftersom det är en lag som ”inte erkänner och skyddar Sveriges största och vanligaste folkgrupp – svenskarna – i deras eget land, och som dessutom alltmer kommit att missbrukas för att försöka tysta oppositionella politiska röster”.

## Avpixlat i svensk samhällsdebatt
Avpixlat har i svenska media betecknats som rasistisk, främlingsfientlig och högerextrem. Aftonbladet skrev den 15 november 2012 att Avpixlat är en sajt "som dagligen sprider rasism, muslimhat och attackerar privatpersoner med invandrarbakgrund".
I december 2012 uppmärksammades att Avpixlat uppmanade sina läsare att förfölja, konfrontera och filma både journalister och representanter för alla riksdagspartier utom Sverigedemokraterna, med målet att ”bringa personen ur fattning och göra bort sig” och sedan publicera inspelningarna ”vid diverse strategiskt lämpliga tidpunkter framöver”. Man uppmanade även läsarna till hembesök hos journalister och tog som exempel på hur man hittar adresser Aftonbladets kultur- och chefredaktör, vilket motiverades med att de var ”personer på de redaktioner som har visat att de själva uppskattar metoderna i fråga”.
Sajten har också diskuterats av Publicistklubben med anledning av den då pågående diskussionen om näthat varvid Avpixlats Mats Dagerlind var närvarande.
Avpixlat har vid ett flertal tillfällen anklagats för att sprida rykten och direkta osanningar.

### Kommentarsfält
Avpixlats ofta osignerade artiklar åtföljdes av kommentarsfält, som var mycket aktiva, med ibland flera hundra kommentarer per artikel. Enligt Jan Sjunnesson, en av sajtens medarbetare, är det på Avpixlat ”den folkliga vreden [får] rum”. Kommentarsfälten var också ett sätt för läsarna att uttrycka samhörighet, trots att de kan tillhöra olika politiska bakgrunder: tidigare socialdemokrater, före detta moderater, islamofober/islamkritiker, antisemiter och nazister, samt konspirationsteoretiker.
Avpixlat konstaterade att traditionella media i flertalet fall stängt möjligheten att kommentera artiklar och menade att detta är ett hot mot yttrandefriheten. I februari 2013 begränsade Avpixlat möjligheten att publicera kritiska kommentarer och uppgav att meningsmotståndare endast får göra 1 till 2 inlägg per artikel och censureras därefter; Mats Dagerlind: ”för troll är det nolltolerans, för politiska motståndare som kan uppföra sig gäller max 1–2 kommentarer per artikel.”   

## Krönikörer
- Mats Dagerlind
- Björn Norström[35]
- Martina Aronsson[36][37]
- Rolf Malm
- Joakim Mårtensson

### Övriga medarbetare
- Mats Dagerlind
- Martin Dahlin, som skriver under pseudonymen Egor Putilov

Under våren 2014 lämnade tre personer redaktionen:
- Den 22 februari 2014 meddelade politikern och krönikören Mrutyuanjai Mishra[38][39] att han lämnar Sverigedemokraterna och slutar som krönikör på Avpixlat. Han menar att hans "invandrarbakgrund har använts för att rättfärdiga hat och rasism och för att försvara trångsynt nationalism."[40]
- Den 2 mars 2014 slutade Stefan Torssell.[41][42]
- Den 20 mars 2014 slutade Hera Lamppu Maduro.[43][44][45]

Den 10 maj 2017 meddelande debattören Jan Sjunnesson att han lämnar Avpixlat efter 2 år som krönikör. Månaden innan hade han markerat starkt avstånd från en antisemitisk krönika som publicerats på webbplatsen.